# 尹玉标
尹玉标（1939年—），山东淄博人，中华人民共和国政治人物、外交官。1999年，接替江康担任中华人民共和国驻多哥大使。2002年，由张史贤接任。